# Salto Yucumã
Der Wasserfall Salto Yucumã – auf Spanisch Saltos del Moconá – ist angeblich der längste Längswasserfall der Welt (1800 Meter). Er befindet sich an der Grenze zwischen der nordostargentinischen Provinz Misiones und dem südbrasilianischen Bundesstaat Rio Grande do Sul, etwa 20 km von der Kleinstadt Derrubadas entfernt. Auf argentinischer Seite liegt das Naturschutzgebiet Parque provincial Moconá, auf brasilianischer Seite der Parque Estadual do Turvo (Staatspark Turvo). Der bis 15 Meter hohe Wasservorhang befindet sich auf der argentinischen Seite des Río Uruguay, doch die brasilianische Seite bietet einen besseren Blick darauf, wie der Fluss in die Basaltspalte fällt.
Im Tupí-Guaraní heißt Yucumã großer Fall, während Moconá der alles verschlingt bedeutet.